# Kommuner i Katalonien

Karta över kommuner i Katalonien (Spanien). 2003.

Kommunen (municipi) är grundenheten för den territoriella indelningen av Katalonien. Styrandet och den kommunala administrationen sköts av ett ajuntament, som består av borgmästaren (el alcalde eller alcaldessa) och ledamöter. De sistnämnda väljs av kommuninvånarna i allmänna val.
Katalonien består (2015) av 948 kommuner (varav 311 hör till provinsen Barcelona, 222 till Girona, 184 till Tarragona och 231 till Lleida).
Kommunen med flest invånare är Barcelona med 1.615.908, sedan följer L'Hospitalet de Llobregat, Badalona och Terrassa. Den minst befolkade är Sant Jaume de Frontanyà med 29 invånare. Tremp har den största ytan (302,8 km2) och Puigdàlber den minsta (0,40 km2).

## Kommuner per provins
- Kommuner i Barcelonaprovinsen
- Kommuner i Gironaprovinsen
- Kommuner i Léridaprovinsen
- Kommuner i Tarragonaprovinsen